# Zgarniarka

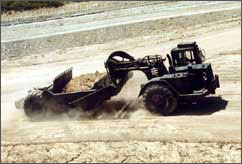
Zgarniarka kołowa samojezdna

Zgarniarka – maszyna do robót ziemnych, służąca do odspajania (ścinania) wierzchniej warstwy gruntu (do 0,5 metra) jego załadunku do własnej skrzyni, następnie transportu na niewielką odległość i wyładunku urobku w określonym miejscu. Najczęściej jest wykorzystywana podczas prac ziemnych przy inwestycjach drogowych i dużych inwestycjach budowlanych np. do zdjęcia warstwy humusu przed dalszymi etapami inwestycji.

## Podział
- ze względu na układ jezdny
  - zgarniarki przyczepne (rzadko stosowane)
  - zgarniarki samojezdne
    - kołowe (najczęściej stosowane)
      - z ciągnikiem jednoosiowym
      - z ciągnikiem dwuosiowym

    - gąsienicowe (stosowane w trudnych warunkach terenowych)

  - zestawy zgarniarek
    - rozłączne w czasie transportu
    - nierozłączne

  - z popychaczem (dodatkowo zgarniarkę popycha ciągnik gąsienicowy)

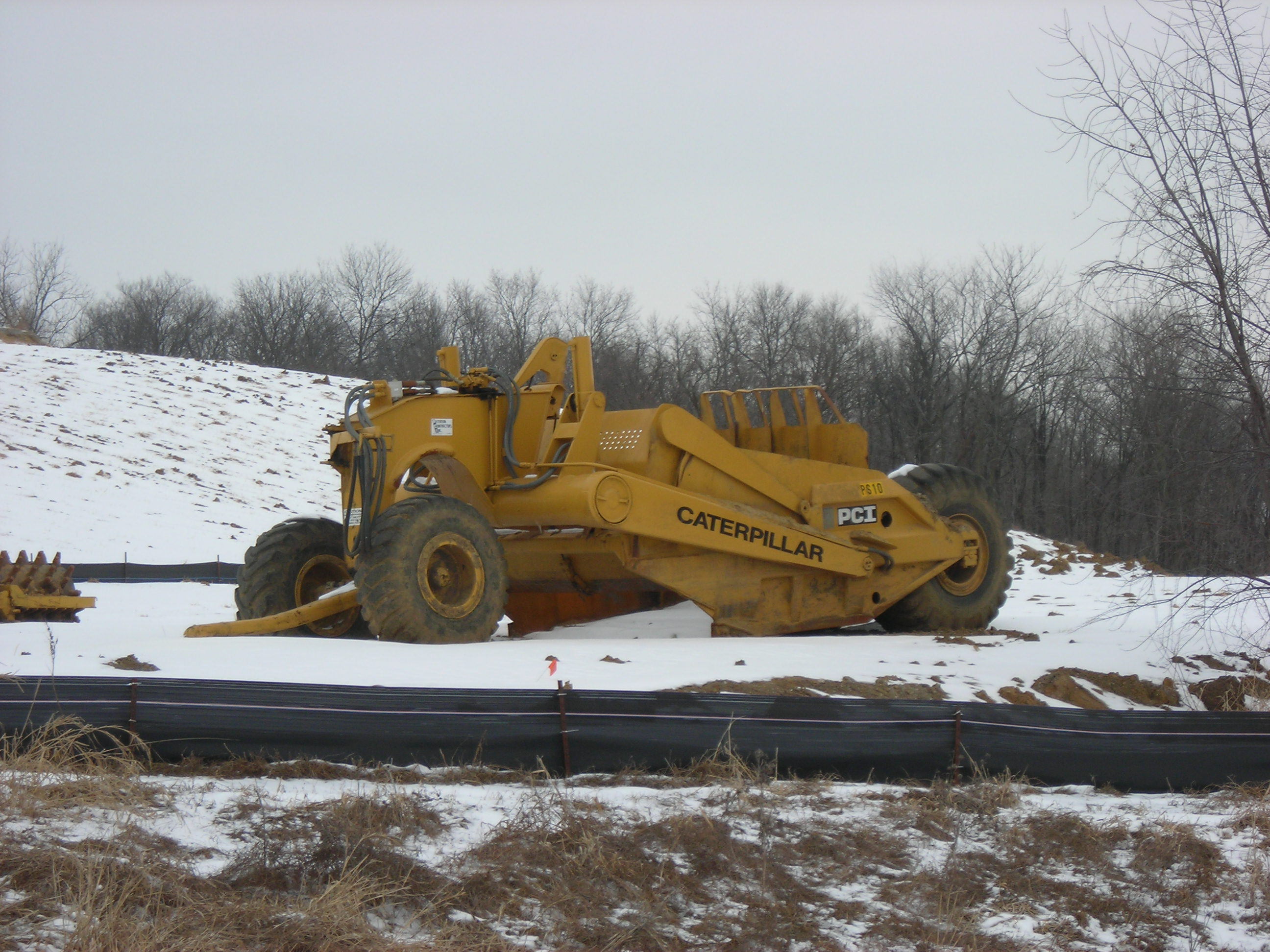
Zgarniarka przyczepna

- ze względu na przeniesienie napędu
  - na jedną oś ciągnika
  - na dwie osie ciągnika
  - na wszystkie osie zgarniarki

- ze względu na sterowanie układów roboczych
  - linowe
  - hydrauliczne

- ze względu na sposób ładowania urobku
  - oddolny (oddzielana struga gruntowa napełnia skrzynię od dołu poprzez napór)
  - wspomagany układem
    - przenośnika
      - zgrzebłowego (zgarniarki przenośnikowe)
      - ślimakowego
      - odrzutnikowego
      - zabierakowego

    - wieloczerpakowym
    - skrzyń teleskopowych
    - popychacza (przesuwającego urobek w głąb skrzyni)
    - chwytakowym
    - urabiania dwuwarstwowego
      - łącznego (jednocześnie skrawają dwa lemiesze na różnych poziomach)
      - rozdzielnego

    - aktywnym (układy napowietrzające, wibracyjne)

- ze względu na sposób wyładunku
  - przez przechył pojemnika wraz z urobkiem (opróżnianie grawitacyjne)
    - obrotowy
    - do przodu
    - do tyłu

  - przez obrót lub przesuw płyty dennej
  - przez obrót lub przesuw elementu wygarniającego
  - pojemność skrzyni ładunkowej

## Budowa
- Ciągnik
- Rama - konstrukcja nośna, spawana, osadzona z jednej strony w przegubie ciągnika, a z drugiej w czopach skrzyni
- Układ podnoszenia skrzyni (poprzez siłowniki hydrauliczne)
  - bezpośredni
  - pośredni
- Skrzynia (pojemnik)
- Zasłonka (przednia ściana pojemnika zamykająca urobek na czas transportu)
- Układ opróżniania
- Układ ładowania